# Anekdoten
Anekdoten – szwedzki zespół grający rocka progresywnego, w muzyce którego można dostrzec liczne inspiracje dokonaniami King Crimson. W swoich utworach często wykorzystują melotron.

## Skład zespołu
- Jan Erik Liljeström – gitara basowa, śpiew
- Nicklas Barker – gitara, śpiew, melotron
- Anna Sofi Dahlberg – wiolonczela, instrumenty klawiszowe, śpiew, melotron
- Peter Nordin – perkusja, cymbałki, melotron, wibrafon[1]

## Historia
Początki zespołu datują się na rok 1990, kiedy trójka muzyków – Jan Erik Liljeström, Nicklas Berg i Peter Nordin założyła formację King Edward grającą głównie covery King Crimson (były to covery i brzmienie z pierwszego „elektrycznego” okresu King Crimson, czyli z lat 1973–1975). W 1991 roku dołączyła do nich wiolonczelistka Anna Sofi Dahlberg i zespół zmieniał nazwę na Anekdoten. Po nagraniu dwóch taśm demo, na przełomie marca i kwietnia 1993 roku zaczęli rejestrować materiał na ich debiutancką płytę.
Album Vemod ujrzał światło dzienne we wrześniu 1993 roku. Pomimo stosunkowo małego nakładu 1500 egzemplarzy, odniósł sukces. O zespole zaczęło być głośno, co zaowocowało licznymi ofertami koncertowymi, głównie z Europy Zachodniej i Stanów Zjednoczonych. W grudniu 1995 roku zespół nagrał drugi krążek – Nucleus. Dużo w tym czasie koncertowali. Efektem tego było powstanie albumu live, będącego zapisem koncertu z tournée po Japonii.
Kolejny album zatytułowany From Within, ukazał się w październiku 1999 roku. Po czteroletniej przerwie, zespół nagrał czwarty z kolei album – Gravity. Ostatnim w tym okresie albumem zawierającym materiał w pełni premierowy był A Time of Day z 2007. W 2009 ukazał się dwupłytowy album Chapters zawierający zestaw wcześniej wydanych utworów oraz jeden nowy. Na 10 kwietnia 2015 zapowiedziana została premiera pierwszego od 8 lat albumu, w całości z nowo powstałymi nagraniami zatytułowanego Until All The Ghosts Are Gone. Do pracy nad wydawnictwem zostali zaproszeni goście: Per Wiberg – były klawiszowiec zespołu Opeth, saksofonista i flecista Theo Travis współpracujący z King Crimson i Stevenem Wilsonem oraz gitarzysta The Church i All About Eve – Marty Wilson-Piper.

## Dyskografia

### Albumy studyjne
Na dyskografię studyjną składają się następujące albumy:
- Vemod (1993)
- Nucleus (1995)
- From Within (1999)
- Gravity (2003)
- A Time of Day (2007)
- Until All The Ghosts Are Gone (2015)

### Albumy koncertowe
Na dyskografię koncertową składają się następujące albumy:
- Live EP (1997)
- Official Bootleg: Live in Japan (1998)
- Waking the Dead, Live in Japan (2005)

### Kompilacje
- The Songwriters’ Guild (1992) zawiera utwór Karelia
- Eleven-On-A-One-To-Ten (1993) zawiera utwory The Old Man & The Sea oraz The Flow
- Progfest (1994) zawiera utwory Muscle Beach Benediction, Wheel i Mars[10]
- This Is An Orange (1995) zawiera utwór Cirkus – cover King Crimson[11]
- Third Cyclops Sampler (1996) zawiera koncertową wersję Book Of Hours[12]
- Un Voyage En Progressif – Volume 3 (2000) zawiera utwór From Within[13]
- Muzyczne Pejzaże (2003) zawiera utwór Kiss Of Life[14]
- Chapters (2009)[15]